# Elateropsis julio
Elateropsis julio är en skalbaggsart som beskrevs av Steven W. Lingafelter och Marc Micheli 2004. Elateropsis julio ingår i släktet Elateropsis och familjen långhorningar. Inga underarter finns listade i Catalogue of Life.